# آنو عبدوكا
آنو جوهر عبد المسيح عبدوكا أو آنو عبدوكا (السريانية: ܐܢܘ ܥܒܕܘܟܐ) هو سياسي آشوري يشغل منصب وزير النقل والمواصلات في إقليم كردستان العراق منذ يوليو 2019. يقود آنو تيار شلاما للشؤون المسيحية في المنطقة الكردية، وكان يقود سابقًا اللجنة المحلية للحزب الديمقراطي الكردستاني في عنكاوا. وهو حاليًا العضو الآشوري والمسيحي الوحيد في مجلس وزراء الحكومة الكردية.

## وقت مبكر من الحياة
وُلِد آنو عام 1984 في مدينة عنكاوا، أربيل، حيث نشأ. بينما كانت عائلة والده من عنكاوا مباشرة، جاءت عائلة والدته من مدينة ألقوش الآشورية. التحق بجامعة كردستان هولير، حيث حصل لاحقًا على درجة البكالوريوس والماجستير والدكتوراه في السياسة والعلاقات الدولية.
كان آنو عضوًا مدى الحياة في الحزب الديمقراطي الكردستاني، حيث تعرف على الحزب لأول مرة من خلال مشاركته في منظمة اتحاد طلبة كردستان عندما كان مراهقًا.

## حياة مهنية
قبل أن يؤدي اليمين الدستورية لمنصبه كوزير للنقل والاتصالات، أدى آنو اليمين على مخطوطة عمرها قرون دمرها داعش كبادرة رمزية. صرح آنو قبل مراسمه، "إنه تحدٍ أننا كمسيحيين وكلدان وآشوريين وسوريين نبقى في أرض أجدادنا... سهل نينوى والعراق وبلاد ما بين النهرين وكردستان هي أراضينا، ونحن باقون هنا بمساعدة أصدقائنا في إقليم كردستان." خلال فترة ولايته كوزير، بدأت الوزارة في إصلاح قطاع النقل من خلال حظر التدخين في سيارات الأجرة والحافلات. علاوة على ذلك، نجحت الوزارة في دفع شركات الإنترنت إلى خفض سعر الإنترنت وتحسين سرعته أيضًا.
في فبراير 2020، شارك آنو في وفد كردي رسمي إلى مدينة الفاتيكان للقاء البابا فرانسيس وتعزيز العلاقات.
يشغل آنو حاليًا منصب رئيس تيار شلاما للشؤون المسيحية، وكان أيضًا ممثلًا حكوميًا للمجتمع الآشوري في حكومة إقليم كردستان في الماضي. وقد حضر العديد من الاحتفالات التي تعزز التنمية الثقافية والمستقلة للآشوريين في المنطقة الكردية، بما في ذلك افتتاح عنكاوا كمنطقة مخصصة. تشمل الأحداث الأخرى التي حضرها افتتاح مكتبة باللغة السريانية في جامعة صلاح الدين، ورسامة الأساقفة الجدد في الكنيسة الكلدانية الكاثوليكية وكنيسة المشرق الآشورية. في عام 2024، شارك في اعتقال رجل كردي لم يُذكر اسمه نشر مقطع فيديو على تيك توك لنفسه وهو يدنس مقبرة مسيحية في شقلاوة، وهو الحدث الذي أثار غضبًا في العراق.

## الجدل
سبق أن تعرض آنو لانتقادات من المجتمعات الآشورية بسبب دوره في حكومة إقليم كردستان. في عام ٢٠٢٢، ظهرت صورة لآنو وهو يعرض صورة لمار شمعون التاسع عشر بنيامين، مما أثار استياء المجتمعات الآشورية بسبب التداعيات التاريخية المحيطة بوفاة شمعون على يد سمكو شكاك.
في مايو 2024، أنشأ آنو تحالفًا مسيحيًا جديدًا يتألف من العديد من المنظمات والأحزاب السياسية التي تمثل الأرمن والآشوريين. أُنشأ التحالف في أعقاب إزالة مقاعد الأقلية في الانتخابات البرلمانية لإقليم كردستان عام 2024، مما تسبب في انتقادات ومقاطعة الانتخابات من قبل الحزب الديمقراطي الكردستاني. بني التحالف المشكل من تحالف حمورابي لآنو، والذي يضم حركة الجمعية السريانية والمؤتمر الوطني الكلداني والحزب الديمقراطي الكلداني والرابطة الكلدانية، وبدءًا من التحالف المسيحي، ممثلين إضافيين من الكنيسة الأرثوذكسية الأرمنية وجمعية الثقافة الأرمنية. وقد تعرض التحالف لانتقادات في السابق بسبب نقص دعم الأحزاب السياسية التي شاركت فيه، وقد جدد تشكيل التحالف المسيحي هذه الانتقادات ضد آنو.
في عام ٢٠٢٤، استمر آنو في مواجهة انتقادات لاستمرار الفساد في المنطقة الكردية ووجود عمليات استيلاء على أراضي الآشوريين في عنكاوا. وفي حديثه إلى القناة الثامنة، أعرب جوزيف صليوا، العضو السابق في البرلمان، عن إحباطه من الحزب الديمقراطي الكردستاني وعمليات الاستيلاء على الأراضي، بما في ذلك ندمه الشخصي على تورط عائلته في الصراع العراقي الكردي بسبب اضطهاد الآشوريين الذي أعقب ذلك. وعقب الانتقادات الشديدة، أصدر آنو بيانًا عامًا يعد فيه بتغييرات هيكلية وحكومية في مدينة عنكاوا، بما في ذلك تعزيز بلدية المدينة وإنشاء مديرية صحة، من بين تغييرات أخرى.

## الحياة الشخصية
آنو هو كاثوليكي كلداني ويتحدث بطلاقة اللغات السريانية والإنجليزية والكردية والعربية. آنو متزوج أيضًا.